# Оппеано
Оппеано (італ. Oppeano, вен. Opean) — муніципалітет в Італії, у регіоні Венето,  провінція Верона.
Оппеано розташоване на відстані близько 400 км на північ від Рима, 95 км на захід від Венеції, 22 км на південний схід від Верони.
Населення — 9813 осіб (2014).
Щорічний фестиваль відбувається 24 червня. Покровитель — святий Іван Хреститель.

## Демографія
Населення за роками:

Станом на 1 січня 2023 року в муніципалітеті офіційно проживало 1513 іноземців з 56 країн, серед них 716 громадян країн Євросоюзу та 58 громадян України.

## Сусідні муніципалітети
- Боволоне
- Буттап'єтра
- Ізола-делла-Скала
- Ізола-Рицца
- Палу
- Ронко-алл'Адідже
- Сан-Джованні-Лупатото
- Дзевіо